# Beli Potok (Sokobanja)
Pour les articles homonymes, voir Beli Potok (homonymie).
Beli Potok (en serbe cyrillique : Бели Поток) est un village de Serbie situé dans la municipalité de Sokobanja, district de Zaječar. Au recensement de 2011, il comptait 199 habitants.

## Démographie
| 1948 | 1953 | 1961 | 1971 | 1981 | 1991 | 2002 | 2011 |
| ---- | ---- | ---- | ---- | ---- | ---- | ---- | ---- |
| 359  | 367  | 359  | 343  | 339  | 310  | 238  | 199  |

|  |